# 交響曲第4番 (プライス)
交響曲第4番 ニ短調 は、フローレンス・プライスが作曲した交響曲。1945年に作曲されていたが作曲者の生前に演奏されることはなく、散逸したと考えられていた。2009年に彼女が夏の所在地としていたイリノイ州セント・アン郊外の家で、原稿の束の中から発見された。曲はようやく2018年5月12日に、アーカンソー州フォートスミスにおいてジョン・ジェターの指揮、フォートスミス交響楽団の演奏で世界初演を迎えた。

## 楽曲構成
曲は4楽章構成となっており、演奏時間は約32分。
1. Tempo moderato
2. Andante cantabile
3. Allegro: Juba
4. Scherzo

第1楽章には黒人霊歌の「Wade in the Water」が引用されている。

## 楽器編成
ピッコロ、フルート3、オーボエ2、コーラングレ、クラリネット2、バスクラリネット、ファゴット2、ホルン4、トランペット3、トロンボーン2、バストロンボーン、チューバ、ティンパニ、2人の打楽器奏者、チェレスタ、ハープ、弦五部。

## 評価
この交響曲はアメリカのクラシック音楽の忘れられた作品として、現代の音楽評論家から賞賛されている。『グラモフォン』誌のパトリック・ラッカーは次のように記している。「彼女の管弦楽の扱いは慣習的でありながらも驚くべき独自性を持ち、合奏の中に豊富に独奏が配置されている。」彼はこう続ける。「他にはないプライスの声が加わったこと、より適切に表現するなら復元されたことにより、アメリカの交響曲作品一覧が豊かになることは疑うべくもない。」プライスの交響曲第1番と組になったアルバムを論評した『ライムライト』誌のフィリップ・スコットは、本作をプライスと同時代のウィリアム・グラント・スティルの作品と好意的に比較してこう述べている。「彼女の旋律には意図的に黒人霊歌のメロディーが入れられているが、最も個性的な楽章は『スケルツォ』である。両作品においてスケルツォは『ジューバ』となっているが、それはラグタイムの前身にあたるシンコペーションしつつ踏み鳴らすような踊りである。プライスはその喜ばしい熱狂具合を華麗に捉えており、それをヨーロッパの交響曲形式に統合している。その他の箇所では彼女はアイヴス的アメリカに足を踏み入れている（第1交響曲にある讃美歌風の『ラルゴ』にみられるように）。プライスは本物であり、優れた録音によるこれらの演奏は彼女を喜ばせるものである。」

## 録音
ジョン・ジェターとフォートスミス交響楽団による初演は録音され、プライスの交響曲第1番とのカップリングで2019年1月にナクソスから発売された。